# 에리카 허바드

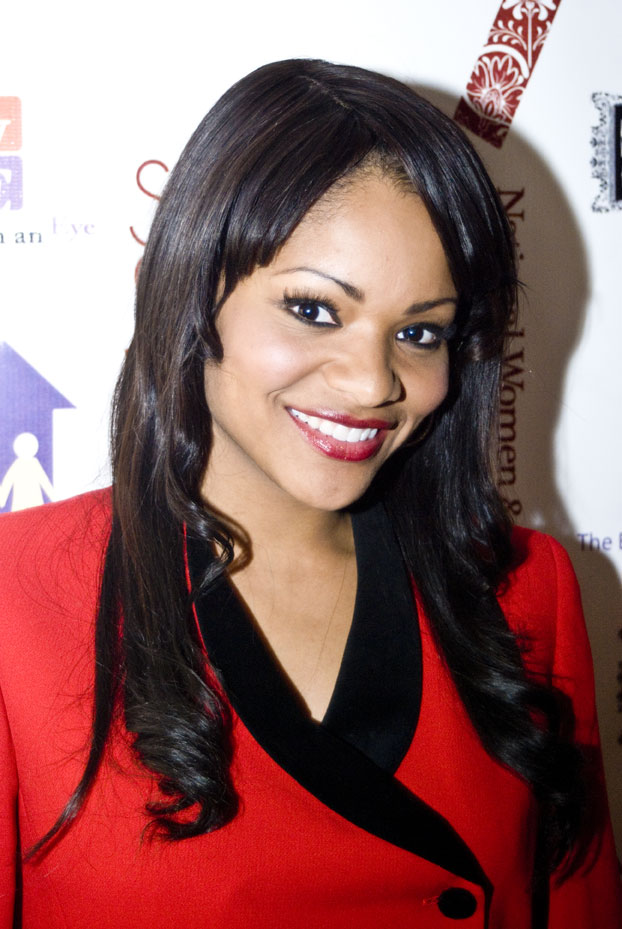

에리카 허버드(Erica Hubbard, 1979년 1월 2일 ~ )는 미국의 모델, 영화배우, 텔레비전 배우이다.
시카고에서 태어났다.

## 영화
- 마이 페이버릿 파이브 (2015년)
- 피어 파일 (2015년)
- 72시간 (2015년)
- 블랙 커피 (2014년)
- 레츠 스테이 투게더 (2010년) - 키타 역
- 썸원 허드 마이 크라이 (2009년)
- 사이몬 세이즈 (2006년) - 섬머 역
- 아키라 앤 더 비 (2006년) - 키아나 역
- 청바지 돌려입기 (2005년)
- 신데렐라 스토리 (2004년)
- 세이브 더 라스트 댄스 (2001년)